# Gustaf Stridsberg

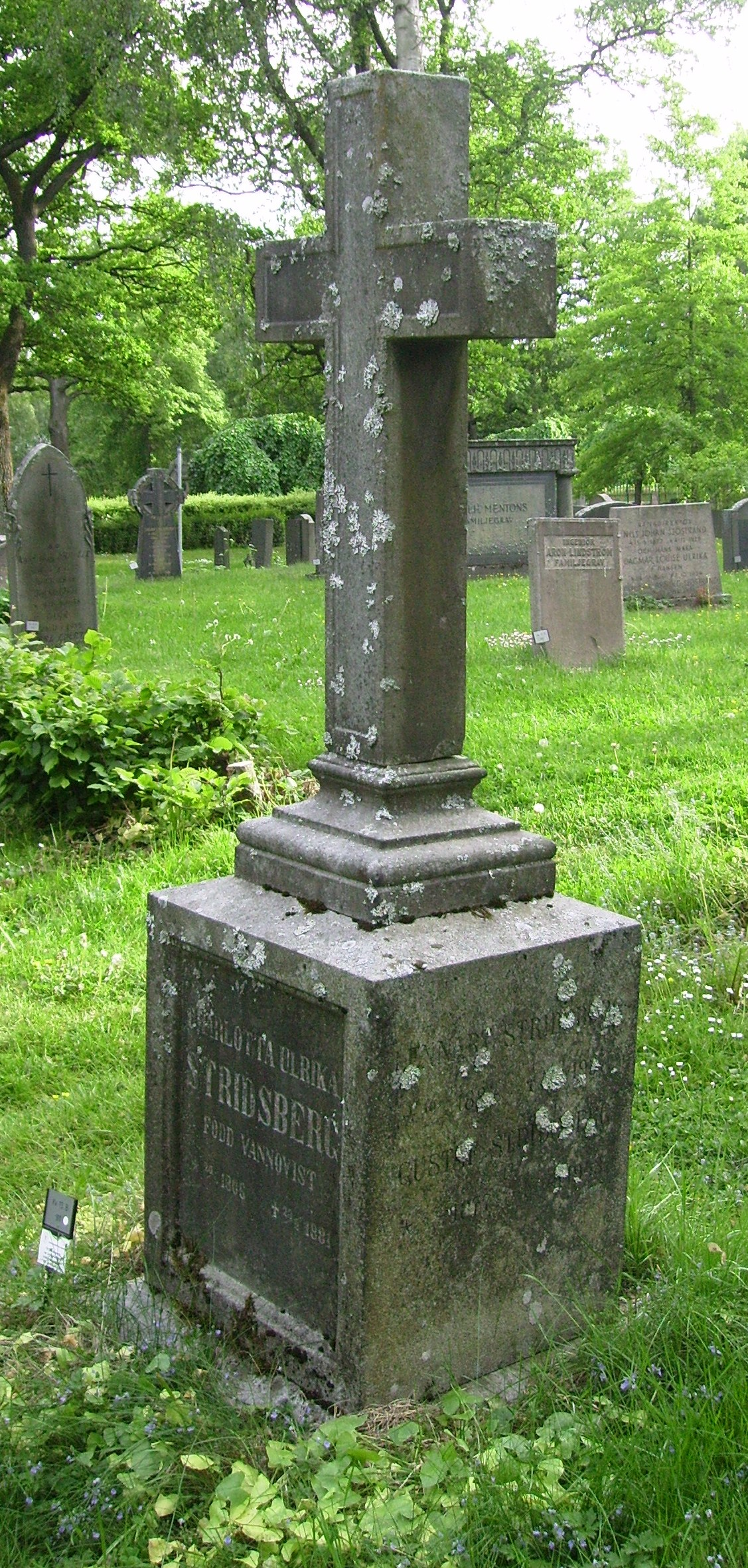
Gustaf Stridsbergs gravvård på Norra begravningsplatsen i Solna kommun.

Gustaf Stridsberg, född 5 juli 1877 i Klara församling, Stockholm, död 3 november 1943 i Kungsholms församling, Stockholm
, var en författare och journalist. 
Han är en central gestalt i Svenska Dagbladets historia. 

## Biografi
Stridsberg var son till läroverksadjunkten Olof Arvid Stridsberg och Maria Wahlström. Mellan 1895 och 1896 gick han på Whitlockska skolan, men annars var han autodidakt. Stridsberg började på Svenska Dagbladet 1901, mera regelbundet sedan 1905 och skrev otaliga ledarartiklar och andra artiklar i tidningen. Han var en ivrig antinazist och aktiv i Tisdagsklubben. 
Han var brorson till Ernst Stridsberg.
Han gravsattes i Norra begravningsplatsen i Stockholm den 10 november 1943.